# شهرستان المفلحی
ناحیهٔ المفلحی (به عربی: مدیریة المفلحی) یک ناحیه در یمن است که در استان لحج واقع شده‌است.

## خصوصیات
ناحیهٔ المفلحی ۳۸٬۵۲۴ نفر جمعیت دارد.